# RealVNC
RealVNC is een programma om computers op afstand over te nemen. Het bestaat uit twee onderdelen: een server- en clientonderdeel. De serversoftware wordt geïnstalleerd op de computer die men wil overnemen, terwijl de clientsoftware geïnstalleerd wordt op de computer waarvan men een andere computer wil besturen.

## Functies en werking
RealVNC gebruikt het RFB-protocol voor data-overdracht via TCP-poort 5900. Wanneer er een verbinding tot stand wordt gebracht via het internet, moet de gebruiker TCP-poort 5900 openzetten in de lokale firewall. Verder zijn er nog volgende functies:
- Ondersteuning voor Unicode
- Pixelgebaseerde overdracht via VNC.